# Lynnwood (Pretoria)
Pour les articles homonymes, voir Lynnwood.
Lynnwood est un quartier résidentiel situé à l'est du centre-ville de Pretoria en Afrique du Sud.
Situé à l'est des quartiers de Hatfield et de Brooklyn et au nord de Menlo Park, son axe principal est Lynnwood Road.

## Démographie
Selon le recensement de 2011, Lynnwood comprend plus de 6 379 résidents, principalement issu de la communauté blanche (75,22 %).
Les noirs représentent 18,33 % des habitants tandis que les Coloureds et les indiens représentent un peu plus de 6 % des résidents.
Les habitants sont à 63,57 % de langue maternelle afrikaans, à 20,85 % de langue maternelle anglaise, à 2,40 % de langue maternelle Sepedi et à 2,29 % de langue maternelle Sesotho.

## Historique
Le lotissement de Lynnwood fut créé en 1948 sur une portion de la ferme d'Hartebeespoort et incorporé dans Pretoria en 1952. Le quartier sécurisé (gated community) de Strubenkop est situé dans la partie nord de Lynnwood.

## Politique
Le quartier de Lynnwood est dominé politiquement par l'Alliance démocratique (DA). Lors des élections générales sud-africaines de 2014, la DA a remporté de 77 % à 81 % des suffrages dans la partie Est de Lynnwood et dans celles partagées avec le quartier de Menlo Park devançant le congrès national africain (de 7,93 % à 11,15 % des voix).